# Хнана Адиабенский
Хнана Адиабенский (сир. ܚܢܢܐ ܚܕܝܒܝܐ) — сирийский христианский богослов Церкви Востока. Известен как начальник Нисибинской богословской школы. Являлся представителем оппозиционного богословского течения в Церкви Востока.

## Биография
Родился в Адиабене, обучался в Нисибине, в период ректорства Авраама Бет-Раббанского. Являлся противником несторианского вероучения, за что был изгнан из города епископом Нисибисским Павлом. Однако по распоряжению персидского царя вернулся в город и возглавил Нисибинскую богословскую школу, которой управлял 38 лет до своей смерти в 610 году. За свои догматические убеждения Хнана претерпел преследование со стороны католикоса Церкви Востока Ишояба I (582—595). В одном из писем католикоса Тимофея I (780—823) говорится о том, что анафема поместного собора Церкви Востока 596 года, созванного при католикосе Сабришо I, направлена против Хнаны и его последователей, отвергавших экзегезу и богословие Феодора Мопсуестийского. Значительная часть сочинений Хнаны, посвящённых экзегезе Ветхого и Нового Заветов, а также богословских трудов, критикующих учение Феодора Мопсуестийского не сохранилась, за исключением двух небольших сочинений о Пятидесятнице, и о прошениях во время поста ниневитян.

## Богословие
Хнана Адиабенский был сторонником христологии близкой к халкидонскому богословию, говорившей об одном лице и двух природах во Христе и ипостасном единстве. Также, вопреки восточно-сирийской традиции он допускал использование термина «Богородица» (сир. ܝ‍ܠ‍ܕܬ ܐܠ‍ܗܐ, yaldāt ’alāhā). Также Хнана одобрял идею Оригена об апокатастасисе.
Поскольку информация о богословских взглядах Хнаны сохранилась лишь в источниках, враждебных ему, в историографии остаётся до конца не ясным вопрос к какому богословскому течению принадлежал Хнана Адиабенский. Поскольку имеются сведения о том, что Хнана признавал во Христе две природы, более вероятно, что он следовал неохалкидонскому богословию в духе Второго Константинопольского собора 533 года, чем антихалкидонскому миафизитству. 
Богословские взгляды и деятельность Хнаны привели к ответной реакции крайних дифизитов. Догматическое развитие Церкви Востока, осуществлённое Бавваем Великим было результатом борьбы против Хнаны и его сторонников.